# A.-M. Julien
A.-M. Julien, de son vrai nom Aman-Julien Maistre, est un comédien, chanteur et directeur de théâtre français né le 24 juillet 1903 à Toulon (Var) et mort le 15 janvier 2001 à Millau (Aveyron).
Il est le père du comédien François Maistre.

## Biographie
Il intègre la troupe des Copiaus créée par Jacques Copeau dans les années 1920 et qui devient en 1929 la Compagnie des Quinze (1930-1932) lors de son installation au théâtre du Vieux-Colombier. C'est au sein de ce groupe qu'il fait la connaissance d'un comédien, chanteur et compositeur suisse Jean Villard, dit Gilles, avec lequel il va créer un duo vocal de 1932 à 1939, sous le nom de Gilles et Julien, qui va rencontrer un immense succès.
En 1941il est rédacteur en chef de l’hebdomadaire de cinéma Vedettes.
En 1942 il est directeur artistique à la Radio Nationale à Vichy.
De 1947 à 1966, il dirige le théâtre Sarah-Bernhardt, où il fonde en 1954 le Festival d'Art dramatique de Paris (rebaptisé en 1957 « théâtre des Nations »), grâce auquel il fait entre autres découvrir au public parisien le Berliner Ensemble de Bertolt Brecht et le Piccolo Teatro di Milano de Giorgio Strehler.
De 1959 à 1962, il est également administrateur de la Réunion des théâtres lyriques nationaux (RTLN), qui regroupe  l'Opéra de Paris et de l'Opéra-Comique. Il préside à ce titre le jury du Concours international de chant de Toulouse à deux reprises.

## Théâtre
1943 : Le viol de Lucrèce au Théâtre Hébertot
- 1930 : Juliette ou la Clé des songes, de Georges Neveux
- 1944 : Maurin des Maures d'André Dumas, mise en scène Charles Dullin, théâtre de la Cité : Maurin
- 1956 : Les Caprices de Marianne d'Alfred de Musset, mise en scène, Théâtre des Champs Elysées

## Filmographie
1937 Arsène Lupin détective de Diamant-Berger
- 1944 : Le Carrefour des enfants perdus de Léo Joannon
- 1967 : Au théâtre ce soir : Topaze de Marcel Pagnol, mise en scène Marcelle Tassencourt, réalisation Pierre Sabbagh, Théâtre Marigny
- 1969 : Jacquou le Croquant, mini-série de Stellio Lorenzi

## Discographie
De juin 1932 à mars 1938 il enregistre en compagnie de Gilles plus d’une quarantaine de chanson chez Columbia
En octobre 1932 sous le nom de Maistre en compagnie de Suzanne Feyrou, Suzy Vinker, Germaine Derny et Monelly il enregistre un disque de théâtre pour enfant Don Quichotte
En juin et septembre 1938 il enregistre sous le nom de Julien chez Polydor  8 titres